# Raphaël Gaume
Raphaël Gaume, né le 29 mai 1969 à Roanne (Loire), est un entraîneur français de basket-ball.

## Biographie

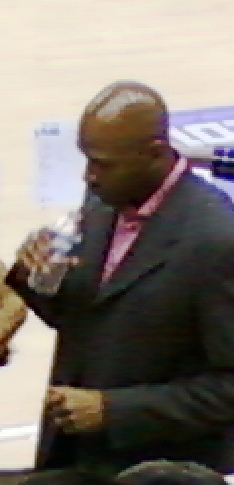
En 1999, le départ de Ron Stewart offre à Gaume sa première expérience d'entraineur en chef.

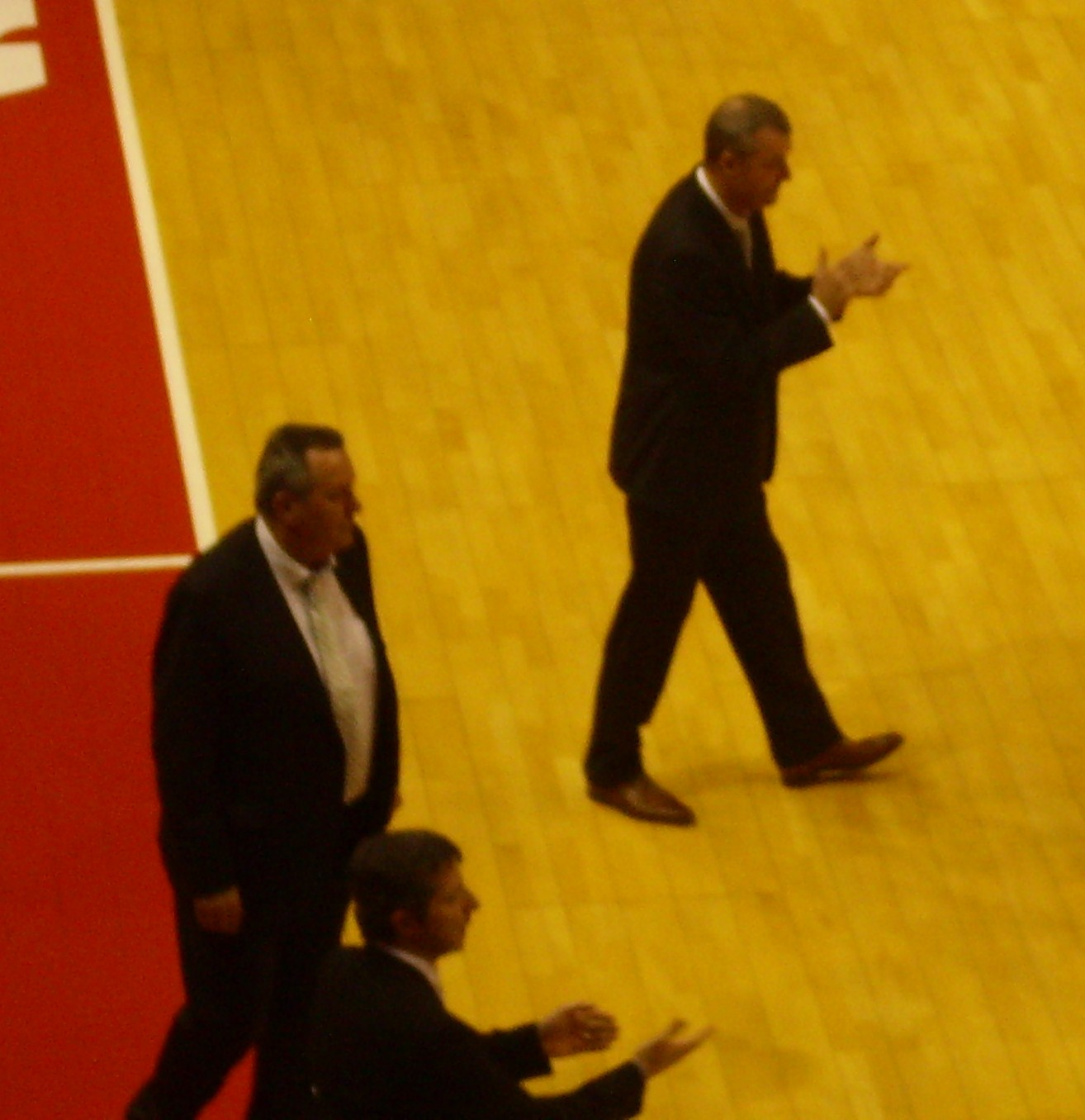
Gregor Beugnot (en haut) avec l'Élan sportif chalonnais en 2011.

Raphaël Gaume vient d’une famille de basketteurs. Son père Bernard fut manager général à Antibes entre 1989 et 2001. Il commence lui-même le basket-ball tout jeune : poussin, benjamin, cadet, etc. À 18 ans, dans son club d’origine à Rousset près d’Aix-en-Provence, il a l’opportunité de prendre en charge l’équipe qui évolue alors en Nationale 3 (l’équivalent de l'actuelle Nationale 2) en tant qu’entraîneur-joueur. À 20 ans, Gaume arrête sa carrière de joueur pour se consacrer au rôle d'entraîneur. Dès l’année suivante il part en Pro B à Nancy, en tant qu’assistant de Frédéric Sarre. Ensuite il rejoint tour à tour à Lyon (Pro A) et Levallois (Pro A et Pro B) qu'il quitte en 2000 après avoir pris la succession de Ron Stewart pendant une saison. C'est à la Chorale de Roanne que Gaume part officier en tant que responsable du centre de formation et assistant de Jean-Denys Choulet. En 2005, Raphaël Gaume est élu entraîneur du futur pour la troisième fois après 1996 et 1998 à la suite de son titre de champion cadet avec le centre de formation. Il part en 2007 pour Chalon-sur-Saône (Pro A) avec qui il remporte la Coupe de France en 2011. Parallèlement à son poste d'assistant, il dirige un par un les centres de formation de ces clubs et étoffe son palmarès de plusieurs titres nationaux chez les jeunes.
De ces postes d'assistants il en tire des compétences différentes : « Certains sont très orientés stratégie, d’autres psychologie ou dynamisme. J’ai eu la chance de commencer avec un Frédéric Sarre fou d’entraînement. Dès le départ j’ai été mis au pli : un entraînement ça ne s’improvise pas, ça se travaille, ça se note. J’ai toujours gardé ça. J’ai tous mes entraînements, 20 ans de carrière, en notes sur des cahiers, je conserve tout. Jean-Michel Sénégal, lui, m’a tout appris sur le scouting vidéo (recherche de jeunes joueurs). Jean-Denys Choulet m’a apporté des connaissances sur le recrutement des étrangers ».
Sa volonté de devenir entraîneur numéro 1 le conduit à refuser une prolongation de contrat en 2011 à Chalon-sur-Saône et à quitter le club. La même année il participe, auprès de la Fédération tahitienne de basket-ball, de la préparation des équipes séniors masculines et féminines pour les Jeux du Pacifique ainsi qu'à des formations pour entraîneurs.
Après une saison blanche et titulaire du brevet d'État d'éducateur sportif 2e degré option basket-ball ainsi que du diplôme fédéral de préparateur physique spécifique basket-ball, Gaume rejoint l'Union Basket Chartres Métropole alors en Nationale 1 pour deux ans. Il est attiré par un projet cohérent. L'objectif n'est pas la montée directe mais de faire progresser le club petit à petit, de le structurer. Il est choisi de construire un projet à la fois sportif et organisationnel qui permet de développer l’équipe. Mais à la suite de la relégation en Nationale 2 au terme de la saison 2013-2014, les dirigeants chartrains décide de ne pas renouveler leur confiance au technicien.
Gaume effectue alors un retour aux sources, il endosse le rôle de directeur sportif et manager général de la Chorale de Roanne, sa ville natale. Il retrouve le club dont il a été l'adjoint au début des années 2000. Il est chargé d’aider la structure sportive du club, aider l'entraîneur dans la construction de l’équipe et gérer les déplacements et le quotidien des joueurs. À la suite de l'éviction de l'entraîneur Frédéric Brouillaud le 29 octobre 2015, il reprend le poste d’entraîneur de l'équipe de Roanne pour la suite de la saison 2015-2016. En 2016, il redevient directeur sportif de la Chorale de Roanne. 
Il dit lui-même que ce qui l'attire le plus dans ce rôle d’entraîneur est la possibilité de décider, de trouver une astuce pour un groupe ou un joueur et que le résultat se voit sur le terrain. Et se décrit comme très technique, voire rigide avec ses joueurs, car très perfectionniste.

## Clubs
- Avant 1990 :  Rousset
- 1990-1991 :   SLUC Nancy (Pro B) (adjoint de Frédéric Sarre)
- 1991-1994 :   CRO Lyon Basket (Pro A) (adjoint de Jean-Michel Sénégal)
- 1994-2000 :   Paris-Levallois Basket (Pro A et Pro B) (adjoint de Ron Stewart puis entraîneur en chef)
- 2000-2007 :   Chorale Roanne Basket (Pro B puis Pro A) (adjoint de Jean-Denys Choulet)
- 2007-2011 :   Chalon-sur-Saône (Pro A) (adjoint de Gregor Beugnot)
- 2012-2014 :   UB Chartres Métropole (N1)
- 2014-2015 :   Chorale Roanne Basket (manager général)
- 2015-2016 :   Chorale Roanne Basket
- Depuis 2016 :  Chorale Roanne Basket (directeur sportif)

## Palmarès

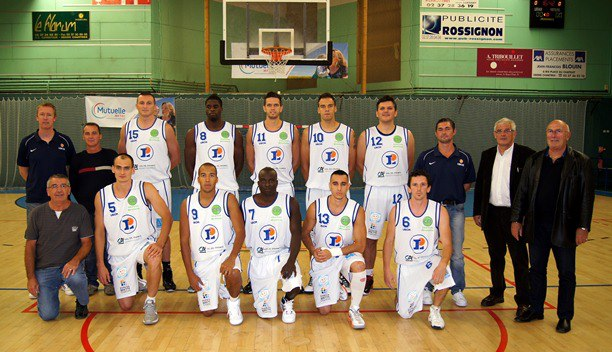
Raphaël Gaume (3e en partant de la droite) en 2012.

- Seizième de finaliste de la Coupe ULEB : 2008
- Huitième de finaliste de l'EuroChallenge : 2010
- Champion de France de basket-ball de Pro B : 1998
- Vainqueur des playoffs de Pro B : 2002
- Vainqueur de la Coupe de France : 2011
- Finaliste de la Coupe de France : 1996 et 1998
- Vainqueur du Trophée du Futur : 1996
- Finaliste du Trophée du Futur : 1999 et 2004
- Champion de France Espoirs Pro B : 2002
- Champion de France cadets : 1996, 2005 et 2007
- Finaliste de la Coupe de France cadets : 2003, 2004 et 2005